# Sungai Bohorok
Sungai Bohorok är ett vattendrag i Indonesien.   Det ligger i provinsen Sumatera Utara, i den västra delen av landet, 1 400 km nordväst om huvudstaden Jakarta.